# خالد عبد العزيز
المهندس خالد عبد العزيز هو رئيس مجلس أمناء التحالف الوطني للعمل الأهلي التنموي ورئيس المجلس الأعلى لتنطيم الإعلام حاليا، ووزير الشباب والرياضة الأسبق في وزارة إبراهيم محلب، ووزير الدولة لشؤون الشباب الأسبق في وزارة حازم الببلاوي وعضو مجلس إدارة نادي الصيد سابقاً، ومدير اللجنة المنظمة لكأس الأمم 2006. ورئيس المجلس القومي للشباب، في حكومة الدكتور كمال الجنزورى، عقب ثورة 25 يناير. كما تولى مدير بطولة كأس الأمم الأفريقية لعام 2006، ومدير بطولة كأس العالم للشباب في 2009، ورئيس مجلس إدارة صندوق التمويل الأهلى للنشء والشباب.

## مناصب
وشغل منصب المدير العام لصندوق التمويل الأهلي التابع لمجلس الوزراء قبل اختياره رئيس المجلس القومي للشباب كما أنه حمل عضوية الاتحاد المصري للتنس منذ 1996 وحتى عام 2000 .
وقبل ان يتولى عبد العزيز الحقيبة الوزارية للشباب شارك في عدة لقاءات مع الشباب خلال البرامج الحوارية التي نظمها المجلس القومي للشباب وله العديد من الأنشطة الرياضية والشبابية والتي كان يساهم في تمويل بعضها صندوق التمويل الأهلي،
ويحظى خالد عبد العزيز وزير الشباب بتوافق عام داخل مبنى الوزارة وحب الموظفين خاصة انه وضع بصمات عديدة عندما كان رئيسا للمجلس القومي وكان له مواقف سياسية واضحة ومعارضة لسياسات الاخوان المسلمين.
ويعود عبد العزيز من جديد إلى مبنى وزارة الشباب بعد الفترة الماضية التي تولاها الوزير الإخواني أسامة ياسين ولديه الطموح والقدرة على استكمال ما بدأه عندما كان رئيسا للمجلس القومي للشباب فمن أهم انجازاته أثناء توليه هذا المنصب:
- صرف دعم مالي 15 مليون جنية لجميع مراكز الشباب على مستوى الجمهورية من اجل المساعدة في بناء الملاعب وتجهيز هذه المراكز بأجهزة الكمبيوتر لخدمة الشباب وتوقيع بروتوكول مع الأولمبياد الخاص وذلك بغرض التعاون في مجالات نشر الثقافة الشبابية وتنمية الكوادر العاملة في مجال العمل الشبابي وانشاء قاعدة بيانات معلوماتية عن الشباب.[5]

واستطاع عبد العزيز من خلال تواجده في منصب رئيس المجلس القومي للشباب تنفيذ مشروعات تنشيط القرى المحرومة.

## ترشيحه
وقد رشحه حزبه «مصر» برئاسة د- عمرو خالد للوزارة قبل أسبوع. إلا أن المرشح الأبرز كان الدكتور عمرو الشوبكي الذي رشحته جبهة الانقاذ، لكن تم استبعاده بعد الاعتراض الشديد عليه من «شباب الثورة» في حركة تمرد والتيار الشعبي وجبهة 30 يونيو وترشيحهم الناشط السياسي والاعلامي خالد تليمة، الذي أكد على طلب استبعاد الشوبكي وطالب بخالد عبد العزيز وزيرا وهو نائب له.
ويأتي خلفاً لأسامة ياسين في تلك الوزارة.